# Arquidam V
Arquidam V (grec antic: Ἀρχίδαμος, llatí: Archidamus) fou rei d'Esparta, el 27è dels europòntides durant els anys 228 aC i 227 aC. Era fill d'Eudàmides II i germà d'Agis IV.
A la mort d'Agis, assassinat, va fugir d'Esparta, però aviat va obtenir el tron poc després de pujar Cleòmenes III, amb el suport d'Àratos de Sició, que buscava debilitar el poder dels èfors. Però Arquidam va ser assassinat poc després del seu retorn pels mateixos que havien mort a son germà i que temien la seva venjança. La complicitat de Cleòmenes no ha estat demostrada, tot i que se'l va acusar, com diuen Plutarc i Polibi. Va ser l'últim rei de la família dels europòntides, i encara que va deixar fills, no van regnar tot i que eren vius a la mort de Cleòmenes el 220 aC. El tron va passar a un estranger, Licurg.